# Otto E. Rössler
Otto Eberhard Rössler (nascut el 20 de maig 1940) és un bioquímic alemany conegut pel seu treball sobre la teoria del caos i l'equació teòrica coneguda com l'atractor de Rössler.

## Biografia
Rössler va néixer a Berlín, en una família acadèmica: el seu pare, també anomenat Otto Rössler, era un nazi austríac i un estudiós de les llengües semítiques, que estava afiliat a l'Ahnenerbe i més tard va realitzar una càtedra a la Universitat de Marburg.
Rössler es va adjudicar el seu doctorat el 1966. Després dels seus estudis postdoctorals a l'Institut Max Planck de Fisiologia del Comportament a Baviera, i una cita de visita al Centre de Biologia Teòrica a la SUNY-Buffalo, l'any 1969 es va convertir en professor de teòrica Bioquímica de la Universitat de Tübingen. El 1994, es va convertir en professor de Química per decret.
Rössler ha ocupat càrrecs de visitant a la Universitat de Guelph (Matemàtiques) al Canadà, el Centre per a estudis no lineals de la Universitat de Califòrnia a Los Álamos, la Universitat de Virgínia (Enginyeria Química), la Universitat Tècnica de Dinamarca (Física Teòrica), i l'Institut de Santa Fe (Complexitat de Recerca) a Nou Mèxic.

## Recerca
Rössler és autor de centenars d'articles científics en camps tan diversos com la biogènesi, l'origen del llenguatge, autòmats diferenciables, atractors caòtics, endofísica, microrelativitat, universos artificials, l'enciclopèdia d'hipertext, i els canvis tecnològics mundials.
La seva publicació més citada és en bona part el paper de 1976 en la qual va estudiar el que avui es coneix com l'atractor de Rössler, un sistema de tres equacions diferencials vinculades que presenten la dinàmica caòtica. Rössler discovered his system after a series of exchanges with Art Winfree as detailed by Letellier and Messager (2010).

## Recomanació
Rössler i la seva esposa Reimara han participat en una sèrie de llarga durada dels litigis amb l'empresariat, la Universitat de Tübingen, que acusen de discriminació i de violacions de la llibertat acadèmica. El 1988, Reimara Rössler, professora de medicina, va ser transferida a un altre departament dins de la universitat, en senyal de protesta, va començar a treballar des de casa. L'estat de Baden-Württemberg la va demandar per incompliment dels seus deures assignats, a conseqüència de tot això el 1996 va perdre la feina i es va veure obligada a renunciar a una segona residència per reemborsar el seu pagament retroactiu. Mentrestant, el 1993 i 1994, Otto Rössler havia estat assignat a impartir un curs d'introducció a la química d'acord amb el pla d'estudis establert per als estudiants de medicina, però va insistir en canvi en l'ensenyament del seu propi material. Després que el va ser substituït en el curs d'un altre professor, va continuar tractant de donar les xerrades a si mateix, i es va retirar per la policia en diverses vegades. Degut a aquests incidents, el 1995, un funcionari estatal va tractar de forçar Rössler a sotmetre a proves psicològiques, però després de les protestes internacionals per molts acadèmics aquest pla es va abandonar. Rössler va seguir protestant contra el tractament d'ell i de la seva esposa per la universitat i a l'agost de 2001 va ser capturat desfigurar l'auditori universitari amb pintura en aerosol en un intent de cridar l'atenció sobre les seves protestes.
El juny de 2008, Rössler va criticar públicament l'experiment Large Hadron Collider supervisat pel CERN a Ginebra i va participar en una demanda que no va poder aturar-lo. Va afirmar que l'experiment podria generar plausiblement, perillosos forats negres en miniatura, que podrien provocar la fi del món.
Hermann Nicolai, director de l'Institut Max Planck de Física Gravitacional per a la divisió de la gravetat quàntica, més tard va descriure els arguments de Rössler com "... basat en un malentès elemental de la teoria de la relativitat general".
Rössler també ha estat editor honorari de la revista Chaos, Solitons & Fractals, que va ser atacat el 2009 per publicar suposadament articles sense tan estricta revisió paritària, com seria d'esperar per a una revista científica. En una demanda per difamació interposada pel posterior exeditor de la revista Mohammed El Naschie en resposta a aquesta crítica, Rössler va testificar a favor d'El Naschie, declarant davant el tribunal que la revisió paritària "és perillosa" i "retards de progrés en la ciència".

## Llibres
Rössler és autor coautor de:
- Encounter with Chaos: Self-Organized Hierarchical Complexity in Semiconductor Experiments (with J. Peinke, J. Parisi, and R. Stoop 1992, Springer-Verlag, 1992, ISBN 0-38755-647-8) (anglès)
- Das Flammenschwert oder wie hermetisch ist die Schnittstelle des Mikrokonstruktivismus? (Benteli, 1996, ISBN 3-7165-1017-3) (alemany)
- Interventionen. Vertikale und horizontale Grenzüberschreitung (amb René Stettler, Stroemfeld, 1997, ISBN 3-87877-627-6) (alemany)
- Aussenwelt – Innenwelt – Überwelt. Ein Gespräch (amb René Stettler and Peter Weibel, Stroemfeld, 1997, ISBN 3-87877-628-4)
- Endophysics: The World As An Interface (World Scientific, 1998, ISBN 9-81022-752-3)
- Das Denken eines Kindes: Entwicklung, Persönlichkeit, Gefühle (in German, with R. Rössler, Rowohlt, 1998, ISBN 9783499606397) (alemany)
- Medium des Wissens. Das Menschenrecht auf Information (amb Artur P. Schmidt, P. Haupt, 2000, ISBN 9783258060217)
- Descartes' Traum : von der unendlichen Macht des Außenstehens (Audiobook, in German, Supposé, 2002, ISBN 3-932513-28-2) (alemany)